# Levantamento de peso nos Jogos Pan-Americanos de 2011 - Até 85 kg masculino
A categoria até 85 kg masculino do levantamento de peso nos Jogos Pan-Americanos de 2011 foi disputada em 25 de outubro no Fórum de Halterofilismo com sete halterofilistas, cada um representando um país.

## Calendário
Horário local (UTC-6).
| Data          | Horário | Fase  |
| ------------- | ------- | ----- |
| 25 de outubro | 16:00   | Final |

## Medalhistas
| Ouro   | CUB Yoelmis Hernández |
| Prata  | COL Carlos Andica     |
| Bronze | USA Kendrick Farris   |

## Resultados
| Pos.              | Nome               | País                     | Grupo | Peso (kg) | Arranque (kg) | Arremesso (kg) | Total (kg) |
| ----------------- | ------------------ | ------------------------ | ----- | --------- | ------------- | -------------- | ---------- |
| Medalha de ouro   | Yoelmis Hernández  | CUB Cuba                 | A     | 82.98     | 158           | 205            | 363        |
| Medalha de prata  | Carlos Andica      | COL Colômbia             | A     | 84.79     | 157           | 205            | 362        |
| Medalha de bronze | Kendrick Farris    | USA Estados Unidos       | A     | 84.77     | 157           | 191            | 348        |
| 4                 | Julio César Idrovo | ECU Equador              | A     | 84.61     | 155           | 180            | 335        |
| 5                 | Mathieu Marineau   | CAN Canadá               | A     | 83.74     | 143           | 180            | 323        |
| 6                 | Evaristo González  | DOM República Dominicana | A     | 83.67     | 145           | 175            | 320        |
| 7                 | Odeus Belizer      | HAI Haiti                | A     | 84.25     | 145           | 165            | 310        |